# Eisenstatt Majer
Eisenstatt Majer (Sasvár, 1780 – Ungvár, 1852) rabbi. A hasonnevű jókai rabbi unokája volt.

## Élete
Kismartonban és Pozsonyban tanult Szófer Mózesnál, akinek kedvelt tanítványaihoz tartozott. Veje volt Deutsch Dávid vágújhelyi rabinak, az Óhel Dávid szerzőjének. Előbb Baján, később Balassagyarmaton működött, 1833-tól kezdve pedig Ungváron, ahol látogatott jesivát tartott fönn. Nagy tudása, jámborsága és tiszta jelleme miatt messze vidékekről felkeresték a hívek, hogy kikérjék tanácsait és imáját. Életrajzát Zichrón Jehudó és Kohn Sámuel, nagyatyjáról, Schwerin Götzről szóló monográfiájában (Magyar Zsidó Szemle, XV. évf.) tárgyalja.

## Művei
Fia és utóda Eisenstatt Menáchem rabbi adta ki halála után Imre Binó, (Ungvár, 1866), Imre Jóser (uo. 1864.) és Imre És (I-II. uo. 1852-1854.) című talmudmagyarázatot és döntvényeket tartalmazó műveit. Másik fia Eisenstatt Juda Léb szobránci rabbi volt.